# Lénárt Lajos
Lénárt Lajos (Mezőtúr, 1922 – 2011) magyar agrárközgazdász, miniszterhelyettes.

## Élete
1945 előtt egy építési cégnél dolgozott, majd szovjet hadifogságba esett, ahonnan 1947 júniusában tért haza. 1949-ig alkalmi munkásként dolgozott, majd a Kül- és Belforgalmi Állatértékesítő Vállalat (KÜLBÁRT) állatfelvásárlója lett, illetve országos szervező a Sertés- és Zsiradékforgalmi Egyesületnél. Még ugyanabban az évben az Állatforgalmi Vállalat Somogy megyei kirendeltségének az igazgatójává nevezték ki.
1951-től az Állatforgalmi Egyesülés budapesti központjában kereskedelmi főosztályvezető, majd igazgatóhelyettes lett. A következő évben a Begyűjtési Minisztérium Állat- és Zsírbegyűjtési Osztályára került osztályvezetőnek, később ugyanott kinevezték főosztályvezetőnek is. 1957-től az Élelmezésügyi Minisztérium Felvásárlási Főosztályának a főosztályvezető-helyettese, később főosztályvezetője volt. Közben 1962-ben az Agrártudományi Egyetem Állattenyésztési Karát is elvégezte, 1966-ban pedig a Marx Károly Közgazdaságtudományi Egyetemen közgazdaság-tudományból doktori fokozatot szerzett.
A szakterületet érintő kormányzati átszervezését követően az 1967-ben létrejött Mezőgazdasági és Élelmezésügyi Minisztérium (MÉM) Felvásárlási, majd Termékforgalmazási Főosztályát vezette. 1968-ban a Közgazdaságtudományi Egyetem Belkereskedelmi Tanszékének címzetes egyetemi docense lett, 1970 februárjában pedig a MÉM miniszterhelyettese lett, e tisztségét 1975. október 31-ig töltötte be. 1975 és 1985 között a Gabona Tröszt vezérigazgatója volt, közben 1979-től címzetes egyetemi tanárrá is kinevezték a MÉM Mérnök- és Vezető-továbbképző Intézetében. 1986. június 30-án nyugdíjazták.
Az MSZMP-nek 1963-tól volt a tagja, emellett elnöke volt a Magyar Kereskedelmi Kamara Mezőgazdasági és Élelmiszeripari Tagozatának, társelnöke a Magyar Élelmezésipari Tudományos Egyesületnek (MÉTE), alelnöke a Tudományos Ismeretterjesztő Társulat (TIT) Mezőgazdasági és Élelmiszeripari választmányának, tagja az V. kerületi MSZMP Gazdaságpolitikai Bizottságának, valamint a Magyar Vadászok Országos Szövetsége Intéző Bizottságának.
1972 és 1981 között az FTC elnöke, majd a következő években társelnöke is volt. 1967-től tevékenykedett az FTC-ben, már elnökségi tagként, majd az Intéző Bizottság tagjaként is aktív szereplője volt az egyesületben történteknek. Minisztériumi vezetőként éppúgy megtalálta annak módját, hogyan segítheti a klubot, mint a következő években, a Gabonatröszt vezérigazgatójaként. Megválasztották az FTC örökös tagjának is, illetve azzal is beírta a nevét az egyesület történetébe, hogy 1974. május 19-én, az Üllői úti stadion avatóján ünnepi beszéddel avatta az új létesítményt.

### Kutatható iratanyaga
Miniszterhelyettesi működési időszakából 17,93 iratfolyóméternyi (149 doboznyi és egy kötetnyi), maradandó értékűnek minősített iratanyaga került az Országos Levéltár, mai nevén Magyar Nemzeti Levéltár Országos Levéltára őrizetébe, ahol az a XIX-K-9-ad törzsszámon kutatható.

## Díjai, elismerései
- Szocialista munkáért érdemérem (1953, 1961)[3][4]
- Munka érdemrend arany fokozat (1972)[5]